# Filip Piszczek
Filip Piszczek (Nowy Targ, 26 maggio 1995) è un calciatore polacco, attaccante dell'Ischia.

## Carriera
Inizia nelle giovanili delle squadre di Lubań, per trasferirsi al Sandecja Nowy Sącz con la quale raggiunge la promozione in massima serie polacca, la Ekstraklasa, dove esordisce nell'anno agonistico 2017-2018. Successivamente si trasferisce al KS Cracovia, sempre nella massima serie polacca.

## Palmarès

### Club

#### Competizioni nazionali
- Campionato polacco di seconda divisione: 1

Sandecja Nowy Sącz: 2016-2017